# Tonatiuhichan

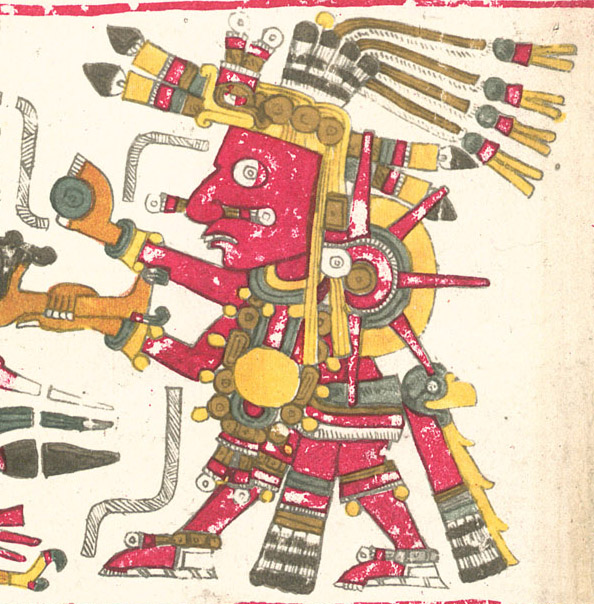
Tonatiuh descrito en el Códice Borgia.

Tonatiuhichan (del náhuatl: Tonatiw ichan ‘la casa del sol’‘tonatiw sol; i- su-de él, chantli hogar’) es un paraíso, una de las cuatro postrimerías del hombre en la mitología mexica, ya que para los antiguos mexicanos, lo que determinaba el lugar al que había de ir el alma de un difunto, no era la conducta que éste hubiera observado en vida, sino la forma de morir; para tal efecto, disponían de cuatro paraísos, acomodados en los cuatro puntos cardinales alrededor del Sol.
A ese lugar iban las almas de los guerreros muertos en combate o en sacrificio. Era el Tonatiuhichan un gran valle con arboledas y jardines floridos en los que permanecían las almas de los guerreros en continuo placer y deleite; sin sentir ya jamás tristezas, dolor o disgusto. Vivían gustando y chupando el aroma y zumo de las flores y jugando como niños felices a simulacros de guerra
Cuando el Sol aparecía por el oriente, lo saludaban con grandes gritos, silbos y golpeando sus escudos. Su máxima gloria consistía en acompañar al astro rey en su vuelo por el cielo hasta el cenit para volver luego a la gran llanura a seguir su existencia de gozo constante. En el Tonatiuhichan pasaban las almas cuatro años, después podían pasear también por su tierra convertidos en colibrí o alguna otra ave de hermoso plumaje y se alimentaban con el néctar de las flores en los jardines de la Casa del Sol, pudiendo también descender a la tierra, eran llamados los cuauhteca o « gente del águila». A las mujeres muertas en el primer parto se les otorgaba el mismo rango que a los guerreros perecidos en la batalla, pero ellas iban al Cihuatlampa y si los guerreros acompañaban a Tonatiuh (el Sol) hasta la mitad del cielo, ellas « partiendo de medio día iban haciendo fiesta al sol, descendiendo hasta el occidente, llevándole en unas andas hechas de quetzales o plumas ricas, que se llaman quetzalli apanecáyoil' e iban delante de él dando voces de alegría y peleando, haciéndole fiesta; dejábanle donde se pone el sol.